# James Anderson (actor británico)
James Anderson es un actor británico, más conocido por haber interpretado a Oliver Valentine en la serie Holby City.

## Biografía
Se graduó de la Universidad Warwick con honores. Se entrenó en el Actors' Studio (MFA) en la Ciudad de Nueva York.

## Carrera
En el 2006 dirigió, produjo, escribió y editó el cortometraje Forgetting Betty por el cual obtuvo una nominación al premio  Gold Hugo el cual ganó.
En el 2008 apareció en varios episodios de la serie Rock Rivals, donde interpretó a Pete Shepherd.
El 9 de junio de 2009 se unió al elenco de la serie médica británica Holby City donde interpretó al doctor Oliver Valentine, hasta el 9 de julio de 2013 después d e que su personaje decidiera mudarse para comenzar de nuevo luego de la muerte de su esposa Tara Lo.

## Filmografía
Televisión
| Año         | Título      | Personaje            | Notas         |
| ----------- | ----------- | -------------------- | ------------- |
| 2008        | Rock Rivals | Pete Shepherd        | 8 episodios   |
| 2009 - 2013 | Holby City  | Dr. Oliver Valentine | 156 episodios |

Películas
| Año  | Título         | Personaje | Notas                         |
| ---- | -------------- | --------- | ----------------------------- |
| 2006 | Stars and Bars | Wade      | corto - junto a Eva Dorrepaal |

Director, productor y escritor
| Año  | Título                  | Notas                                          |
| ---- | ----------------------- | ---------------------------------------------- |
| 2006 | Forgetting Betty        | corto - director, productor, escritor & editor |
| 2009 | Mentoring Mickey Rourke | corto - productor                              |

## Premios y nominaciones
| Año  | Categoría                                     | Premio                           | Película         | Resultado |
| ---- | --------------------------------------------- | -------------------------------- | ---------------- | --------- |
| 2006 | Best Short Film (junto a Robert Postrozny)    | Gold Hugo AAward                 | Forgetting Betty | Ganador   |
| 2007 | Best Student Short (junto a Robert Postrozny) | Cinequest San Jose Film Festival | Forgetting Betty | Ganador   |